# Parque de Santa Clara (Soria)
El parque de Santa Clara es un parque público situado en la ciudad de Soria (Castilla y León, España). Se construyó dentro del recinto del fuerte de Santa Clara, del que se conservan sus murallas perimetrales y el convento e iglesia de Santa Clara, aprovechados como dependencias para uso militar en el siglo XIX . 

## Historia
La fundación del convento se hizo en 1224. Según Nicolás Rabal se realizó bajo la regla de San Damián y la iglesia tenía la advocación de Santa Catalina, cuyo nombre cambió posteriormente por el de Santa Clara. Documentalmente se tiene constancia de que las clarisas se establecieron en Soria en 1286. El convento contó desde el principio con el favor de los monarcas y las más linajudas de Soria se complacían en dispensarle su protección, entre ellas los Mirandas. A partir del siglo XVI, en que sufre una profunda remodelación, la opulenta familia de los Ríos y Salcedos dispensaron por largo tiempo su favor a este convento, familia perteneciente a la Casa Condal de Gómara y que estableció aquí su enterramiento.
A principios del siglo XIX el convento es ocupado para destinarlo a uso militar debido a su elevada ubicación, estratégica posición y disposición junto a una buena porción de lienzo de muralla medieval, que permitía convertirlo fácilmente en un fuerte. Se construyeron y reconstruyeron nuevas murallas generando un espacio interior en torno al convento. 
A finales del siglo XX parte de las dependencias del convento fueron convertidas en Instituto de Ciencias de la Salud de Castilla y León mientras que el recinto fue transformado en parque público. Solo quedó para uso militar la iglesia y la casa del capellán del convento.
En 2023, dentro de las mejoras del barrio del Calaverón, se rehabilita el entorno del parque, eliminando escaleras y ordenando los diferentes espacios. La rehabilitación se suma a las llevadas a cabo en el antiguo convento de Santa Clara, el cual se convierte en un centro cívico, y también a la adecuación de las instalaciones de los antiguos locales del Ministerio de Defensa donde se instalará la sede de la asociación vecinal.

## Descripción

1 Iglesia de Santa Clara
2 Convento de Santa Clara/Instituto de Ciencias de la Salud
3 Casa del capellán/Subdelegación de Defensa
4 Muralla medieval urbana
5 Muralla del Fuerte de Santa Clara
6 Pistas polideportivas

El parque está delimitado por la muralla medieval, en parte reconstruida en el siglo XIX por el suroeste, mientras que el norte y este queda acotado por las nuevas tapias del fuerte y el convento de Santa Clara. Mediante una serie de plataformas escalonadas se disponen los parterres en los que hay juegos infantiles, mesas y fuentes para uso lúdico. También dispone de pistas polideportivas.